# جی پی بلیک
جی پی بلیک (انگلیسی: J. P. Blake؛ ۱۳ نوامبر ۱۸۷۴ – ۱۹ دسامبر ۱۹۵۰) ورزشکار شمشیربازی اهل بریتانیا بود.
وی در مسابقات کشوری و بین‌المللی در مجموع برندهٔ ۱ مدال نقره شده‌است.